# Asedio de Charleston
El asedio de Charleston fue una de las batallas más importantes en la etapa final de la guerra de la Independencia de Estados Unidos, después de que los británicos desplazaran su foco estratégico a las colonias del sur. Como derrota, significó la mayor derrota en número de bajas del lado revolucionario. En cambio, el General George Washington consiguió evitar los intentos de combate fuerza a fuerza y ubicar a sus fuerzas estratégicamente para que las mejores comunicaciones de los británicos (SLOC) no pudieran realizar un golpe aplastante. Al mismo tiempo, Washington, junto con su ayudante, el general La Fayette, fue consciente de los esfuerzos por ganarle a los británicos el Reino Unido de Francia.
Los británicos controlaron la ciudad, hasta que la evacuaron el 14 de diciembre de 1782.

## Curiosidades
- La campaña de Charleston reportó un total de 5283 capturados.